# Allison T56

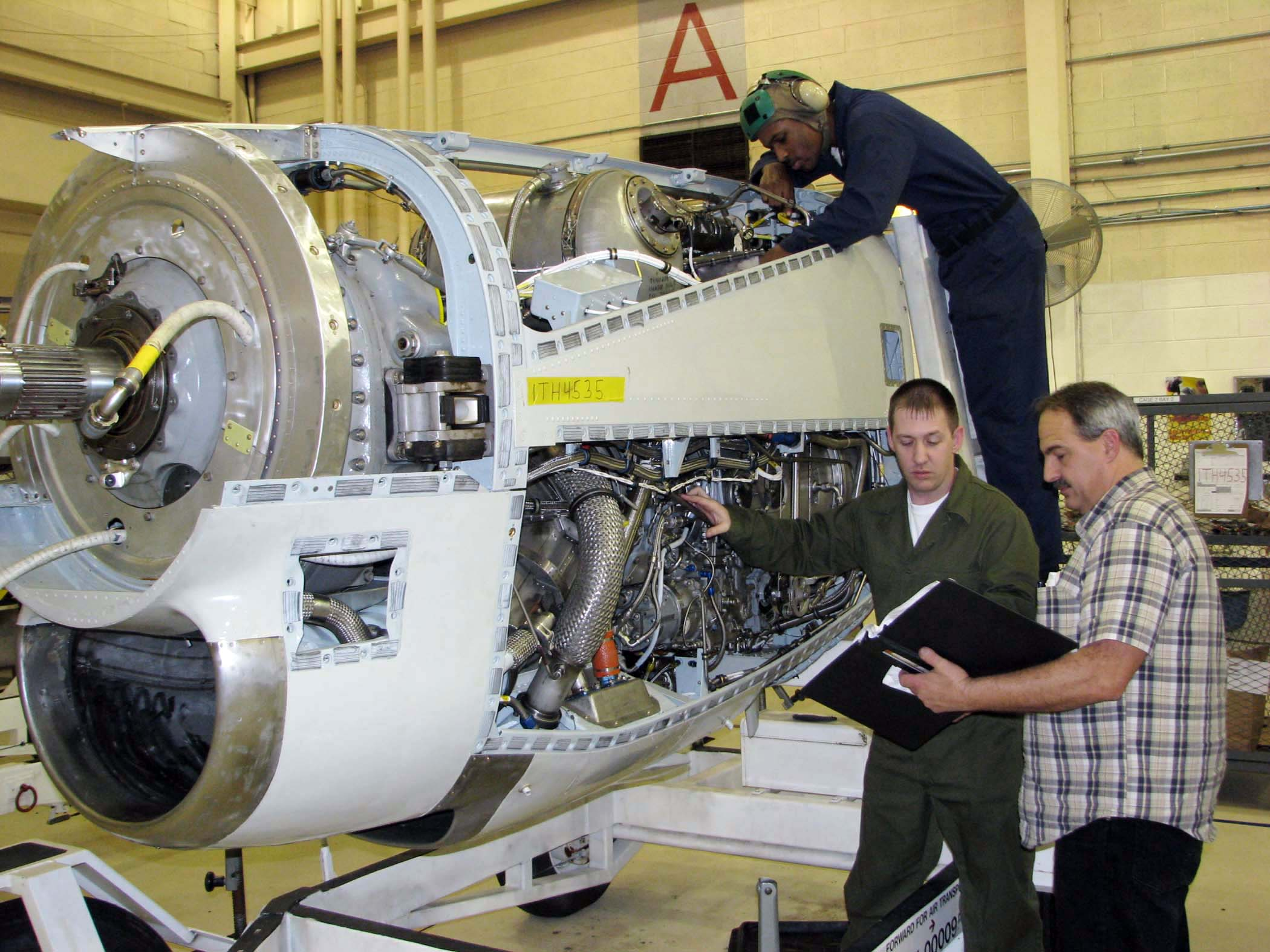
Wartungsarbeiten an einer C-130-Allison T56A-16

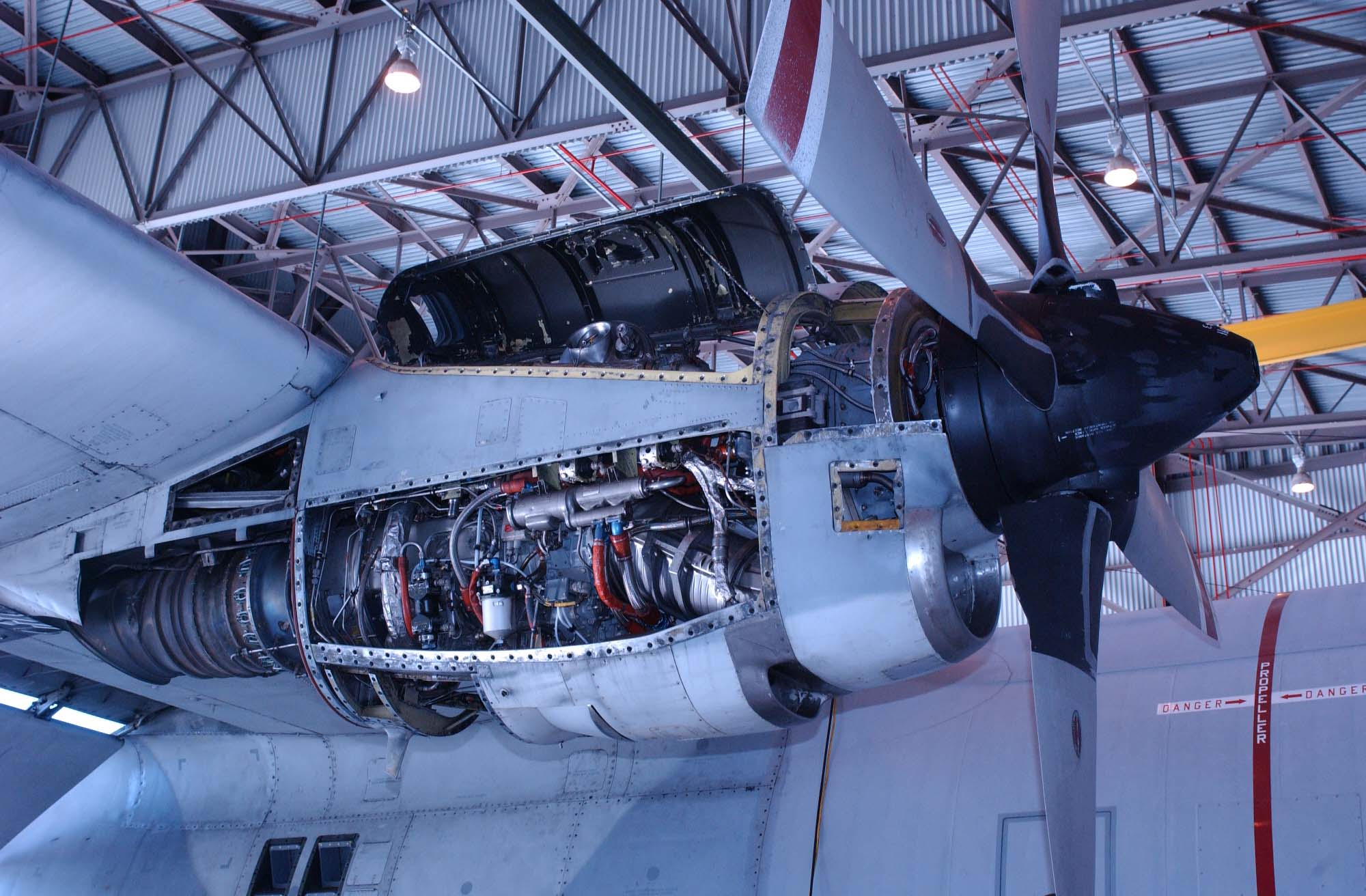
T56 an einer KC-130 des USMC

Das Allison T56 (Zivilversion Model 501) ist eine Wellenturbine des US-amerikanischen Herstellers Allison Engine Company, die seit Mitte der 1950er Jahre vor allem in dem Transportflugzeug Lockheed C-130 Hercules eingesetzt wird. Mit dem Produktionsbeginn im Jahr 1954 ist das T56 von allen großen Turboproptriebwerken das am längsten in Serienfertigung befindliche Muster. 2009 übertraf es mit einer ununterbrochenen Produktionsdauer von 55 Jahren in dieser Hinsicht das Kusnezow NK-12. Es wurden vier Hauptserien entwickelt, die eine Leistung zwischen 3250 und 5250 WPS liefern. Nach der Übernahme von Allison durch Rolls-Royce wird das Triebwerk unter der Bezeichnung „Rolls-Royce Allison T56“ vermarktet.

## Geschichte
Das T56, dessen erste Prüfstandsläufe 1949 im Werk Indianapolis erfolgten, war eine Weiterentwicklung des Turboprop-Triebwerks Allison T38. Ein Vorserienmuster wurde 1954 zu Erprobungszwecken in der Nase einer Boeing B-17 (USAF-Seriennr. 44-85747) eingebaut, gefolgt vom Versuchseinbau je zweier YT56 in zwei Convair CV-340 (Werknummern 91 und 131), die nach dem Umbau als YC-131C bezeichnet wurden. Die über 3000 Flugstunden andauernde Flugerprobung wurde von der USAF finanziert. Die Triebwerke lieferten eine Leistung von jeweils 3250 PS. Beim späteren Verkauf erhielten die Flugzeuge die inoffizielle Bezeichnung Convair 770.
Bis zum Februar 1976 wurden insgesamt 11.000 und bis 1. Januar 1983 13.000 Exemplare hergestellt.

## Militärische Varianten
T56-A-1AAntrieb der C-130A
T56-A-7Antrieb der C-130B mit 4050 WPS
T56-A-8Antrieb der Grumman E-2 Hawkeye mit 4050 WPS
T56-A-9Nachfolger der A-1A als Antrieb der C-130A, 3750 WPS
T56-A-10WAntrieb der ASW-Version der Lockheed Electra (Lockheed P-3) mit 4500 WPS
T56-A-14Antrieb der P-3A,B,C Orion, 4910 WPS
T56-A-15Einführung von hohlen, luftgekühlten Turbinenschaufeln, Antrieb der C-130H,K und HC-130H,N,P und einige AC-130 4910 WPS
T56-A-422Antrieb der E-2C und C-2A Greyhound, 4910 WPS
T56-A-427Erhöhte Leistung und 13 % weniger Treibstoffverbrauch, Antrieb der E-2C, 5250 WPS

## Zivile Variante
Das Model 501 ist die zivile Variante des T56 und teilt etwa 75 % gemeinsame Bauteile mit der militärischen Version. Die hauptsächlichen Änderungen betreffen das Verdichtergehäuse, das aus geschmiedeten Teilen besteht und die Verlegung des Untersetzungsgetriebes. Das 501 kann auch JP-1-Treibstoff verwenden. Mit der Musterzulassung am 20. Mai 1955 wurde das 501 das erste für den zivilen Einsatz zugelassene Turboproptriebwerk eines US-Herstellers.

## Einsatz
- Convair CV-580
- Grumman C-2 Greyhound
- Grumman E-2 Hawkeye
- Lockheed C-130 Hercules
- Lockheed P-3 Orion
- Lockheed L-188 Electra

## Technische Daten
| Kenngröße               | Daten |
| ----------------------- | --- |
| Typ                     | Turboprop-Wellenturbine |
| Verdichter              | 14-stufiger Axialverdichter in einem zweiteiligen geschweißten Stahlgehäuse. Verdichtungsverhältnis 9,25:1, Massenfluss: 14,75 kg/s |
| Brennkammer             | Rohr-Ringbrennkammer |
| Treibstoff              | MIL-J-5624B JP-4, AvGas 100/130 |
| Treibstoffverbrauch     | 0,245 kg/PS h |
| Turbine                 | vierstufige Axialturbine, Gastemperatur vor der Turbine: 971 °C (1780 F)                                                            |
| Max. Durchmesser        | 0,699 m |
| Länge                   | 3,69 m |
| Gewicht (trocken)       | 746,8 kg |
| Nominale Wellenleistung | A-1: 2757 kW (3750 WPS) Startleistung, 2482 kW (3375 PS) Dauerleistung                                                              |